# اندیس سنگ تزئینی خروس دره
سنگ تزئینی خروس دره یک اندیس مصالح ساختمانی است که در  استان قزوین قرار دارد و مادهٔ معدنی موجود در آن، سنگ تزئینی است.سنگ میزبان این اندیس توفهای سبز کرج است و دیرینگی آن به دوران ائو- الیگومیوسن می‌رسد.